# La Vache (singel Milk Inc.)
La Vache (Krowa) – drugi singel Milk Inc. nagrany z Nikkie Van Lierop. "La Vache" odniosło wielki sukces w Wielkiej Brytanii oraz Francji. Grupa w owym czasie zmieniła nazwę z Milk Incorporated na La Vache.

## Teledysk
Przez cały teledysk Nikkie Van Lierop tańczy oraz śpiewa w czerwonym pomieszczeniu. Regi i Filip siedzą na fotelach.
Teledysk pod dyrekcją: Caswella Cogginsa

## Pozycje na listach
| Kraj(1997) | Pozycja |
| ---------- | ------- |
| Belgia     | 24      |
| Holandia   | 86      |
| Francja    | 8       |
| Szwecja    | 63      |
| Europa     | 23      |

## Listy utworów i wersje
La Vache (CD-single)
(02.04.1997)
1. "La Vache (Praga's Radio Edit)3:49
2. "La Vache (Vibro-Dwarfs Video Edit)3:24

La Vache (CD-maxi)
(Wydany: 1997)
1. "La Vache (Praga's Radio Edit)3:49
2. "La Vache (Vibro-Dwarfs Video Edit)3:24
3. "La Vache (Regg & Arkin Mix)4:05
4. "La Vache (Tastes Like Cream Mix) 5:12
5. "La Vache (Vibro-Dwarfs 12" Mix) 4:59

La Vache (New Remix Edition)
(Wydany: 1997)
1. "La Vache (Regg & Arkin Radio Edit)3:27
2. "La Vache (Vibro-Dwarfs 12" Remix)4:59
3. "La Vache (Madcow Mix)5:12
4. "La Vache (Praga's 7" Vocal Mix) 3:27